# Fuglereservat
Et fuglereservat (også kaldet ornitologisk reservat) er et tilflugtssted for fugle. Fuglereservater har som formål at beskytte de forskellige fuglearter fra at uddø. På et fuglereservat er det forbudt at jage fuglene, og det er også forbudt at ødelægge de forskellige tilflugtssteder.
Fuglereservater er typisk drevet af non-profit organisationer (f.eks. Fugleværnsfonden), selvejende institutioner (f.eks. Rungstedlundfonden) eller statslige institutioner (f.eks. Skov- og Naturstyrelsen).